# Quota ethnique
 (novembre 2007).
Si vous disposez d'ouvrages ou d'articles de référence ou si vous connaissez des sites web de qualité traitant du thème abordé ici, merci de compléter l'article en donnant les références utiles à sa vérifiabilité et en les liant à la section « Notes et références ».
Dans le domaine social et politique, le quota ethnique désigne une pratique visant :
- soit à limiter le pourcentage de personnes issues de certaines minorités dans certaines activités (études, fonction publique, armée, professions libérales...) comme ce fut le cas au détriment des « non-blancs-protestants » dans plusieurs des États-Unis avant 1964[1], ce qui renvoie aux notions de numerus clausus, de « discrimination négative » et de ségrégation ;
- soit au contraire à assurer un pourcentage minimum de personnes de certaines minorités à l'embauche, dans les castings d'acteurs ou à la télévision, afin de lutter contre le racisme, ce qui renvoie aux notions de « discrimination positive » ou de multiculturalisme.

## Histoire
Les quotas ethniques ont existé tout au long de l'histoire. Ils pouvaient interdire certaines activités à certaines ethnies et/ou, au contraire, leur réserver certaines activités.
Ainsi, dans beaucoup de monarchies absolues chrétiennes et musulmanes, les Juifs n'ont, pendant des siècles, pas eu le droit de travailler la terre ni de porter les armes, ce qui leur interdisait les métiers agricoles ou la carrière militaire, tandis que les chrétiens ou les musulmans n'avaient pas le droit de prêter avec intérêt, les métiers de la finance étant donc, en pratique, dévolus aux Juifs (et il était fréquent de les expulser ou de les massacrer pour effacer ainsi les dettes contractées auprès d'eux).

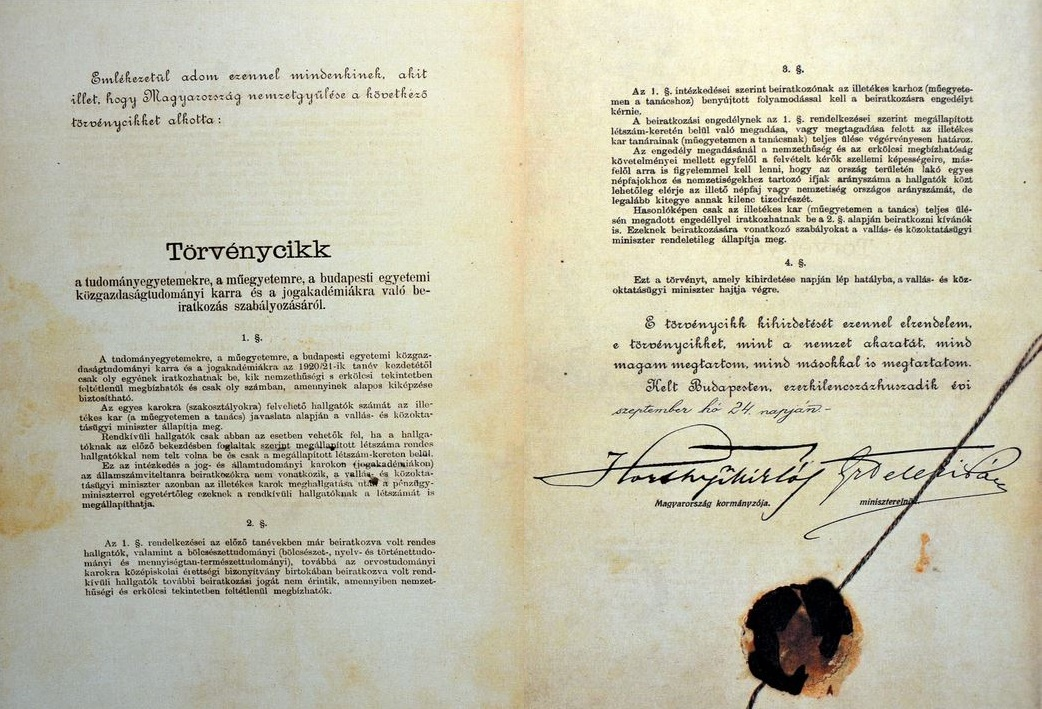
Loi de numerus clausus (art. XXV) contre les Juifs en Hongrie, adoptée en 1920

Dans les années 1920-1930, les politiques discriminatoires à l'encontre des Juifs dans l'éducation en Pologne prolongent les pratiques du numerus clausus de l'Empire russe (particulièrement avant 1917), mises en place par les tsars lors des partages de la Pologne. Les quotas imposés dans le domaine de l'éducation en Pologne ou en Hongrie entraînent de fait des violences et une limitation de la participation juive dans la vie publique,. Outre les « bancs ghettos », différents moyens pour limiter le nombre d'étudiants juifs dans les universités sont adoptés afin de réduire leur rôle dans la vie économique et sociale en Pologne.
En France et dans les colonies françaises, les mesures discriminatoires à l’encontre des Juifs, sous le régime de Vichy, les excluent de la fonction publique, de l’enseignement et ils voient leur accès à l’université ou aux professions libérales limité par un numerus clausus. Pour l'université, il est fixé à 3 % pour les étudiants juifs  par la loi du 21 juin 1941.
Les métiers d'étameur, chaudronnier, chiffonnier, fossoyeur, tanneur, prestidigitateur, montreur d'ours ou musicien ambulant ont longtemps été, en Europe orientale, réservés aux Roms et considérés comme peu honorables.
Au XIXe siècle la carrière militaire aux États-Unis n'était accessible qu'aux « wasps » (acronyme de « white anglo-saxon protestants » évoquant phonétiquement les guêpes).
Au XXe siècle, aux États-Unis, des quotas de « discrimination positive » furent mis en place pour la première fois en 1964, avec l'accord du gouvernement, juste après Civil Rights Act. Cette possibilité de discriminer positivement est abolie en juin 2023 par la Cour suprême des États-Unis.

## Controverse
La « discrimination positive » relève de la même démarche que la parité légale hommes-femmes : une volonté de combattre les préjugés racistes par des mesures coercitives légales. Mais cette démarche est régulièrement critiquée[Par qui ?] comme étant appliquée de manière superficielle, n'ayant pas d'effet réel sur le racisme ou entrainant une discrimination négative envers ceux qui ne bénéficient pas de ces mesures.

## Satire contre la «discrimination positive»
Dans les œuvres de fiction, il arrive que les auteurs critiquent ou parodient explicitement la « discrimination positive ».
Dans la bande dessinée Le Chat de Philippe Geluck, un épisode montre un homme noir arriver sans raison dans les cases, et explique : « C'est les nouveaux quotas ethniques. Comme dans les feuilletons américains. Il faut au moins un Noir par épisode. »
Le dessin animé South Park parodie le concept en ayant un personnage noir nommé « Token Black », ce qui signifie « quota ethnique noir ».
Dans Dr House, le concept est tourné en dérision quand le personnage principal explique qu'il a composé son équipe en incluant volontairement un quota ethnique et une jolie fille. Dans cette série, les quotas de séries télévisées sont respectés parce que le héros a choisi son équipe comme celle d'une série télévisée.